# Francesco Anguilla

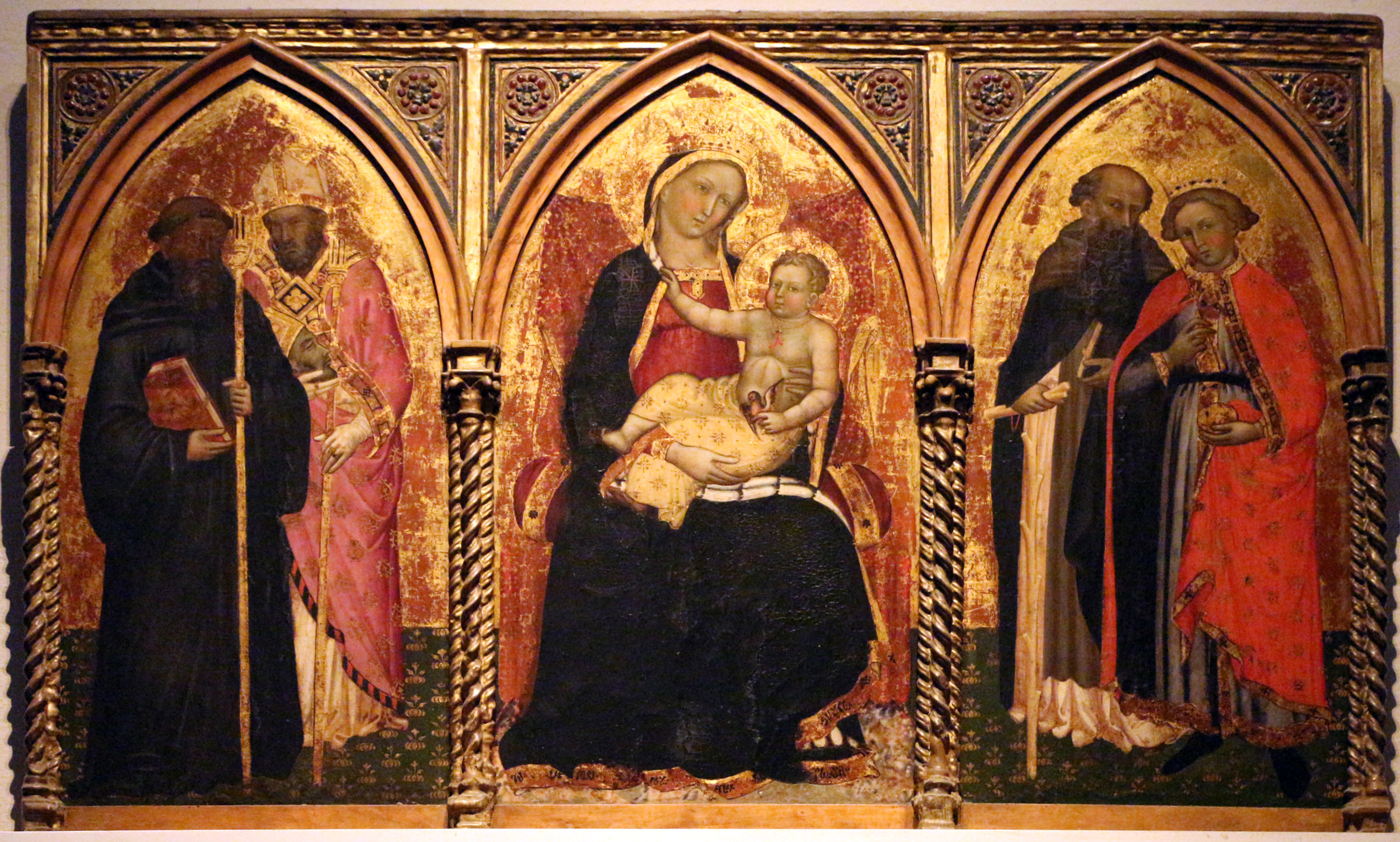
Trittico con Madonna e santi Agnello, Regolo Antonio abate e Riccardo c. 1400-1410

Francesco Anguilla noto anche come Francesco di Andrea Anguilla (Lucca, ... – ...; fl. 1386-1440) è stato un pittore italiano attivo a Lucca.

## Biografia
Poco si conosce della sua vita se non che era figlio di Andrea nobile di Lucca. 
Si conoscono soltanto due sue opere firmate: un polittico presente nella Badia di Camaiore firmato "Francesco d'Andrea Anguilla di Lucha dipinse" e un dipinto su tavola di Madonna con Bambino firmato "1434 Francescho Anguilla dipinse a dì XV Novembre" presente nella cappella del convento delle monache di Montecarlo in provincia di Lucca.
Gli sono state attribuite altre opere, sempre a carattere religioso, realizzate per diverse chiese di Lucca.
Spesso viene identificato con Francesco Lola, attivo a Bologna, ma, pur essendo vissuti nella stessa epoca, non c'è corrispondenza tra le date.